# 大久保Cafe Dolce Vita
大久保Cafe Dolce Vita（おおくぼ カフェドルチェビータ）は、東京都新宿区北新宿にあるライブハウス。

## 概要
音楽ユニットのDolce Vitaにより出店されたライブカフェ形態のライブハウス。
ジャズやソウル、アコースティック、ファンク、フュージョンを中心に、幅広いジャンルのライブが行われている。また、オープンマイク形式のライブも行われる事がある。
店内はレンガ調にあしらえており、レコードや各種楽器も飾られている。また、グランドピアノが常設しており、こちらをライブで使用する事も可能。
昼間はカフェとして営業を行い、夜はライブハウス業態として営業している。
これまでに、国際的なハーモニカ奏者の田中光栄や王様、岸田健作、桜塚やっくん、城咲仁、宝亀克寿、小坂忠、BEAK（NICOTINE、MAYKIDZ）、石川勝久、なかやまらいでん、阿保剛、湯野川広美、岡秀年、奏メイナ、庄野真代などが出演している。
また、石原慎一の主催によるカウントダウンライブの開催会場として、谷本貴義やうちやえゆか、宮内タカユキ、くじら、風雅なおと、須田勝也らが一堂に会する公演がこれまでに幾度も行われている。
『ROSE GUNS DAYS』の作中の舞台の一つとしても使用されている。

## 施設概要
- スタンディング70名、椅子席30席
- 所在地：東京都新宿区北新宿1丁目12-11 エトワールビル北新宿B1
- 最寄り駅：JR中央・総武線 大久保駅